# Servicio de la sociedad de la información
Servicio de la sociedad de la información es aquel que se presta a distancia, por vía electrónica, a petición individual del destinatario, y normalmente a cambio de una remuneración. En términos generales, estos servicios comprenden los prestados a través de Internet siempre que representen una actividad económica para el prestador. Su régimen jurídico se establece parcialmente en la Directiva sobre el comercio electrónico y en las disposiciones legales de los Estados miembros de la Unión Europea que transponen esta Directiva.

## Concepto legal
En el derecho de la Unión Europea, la definición legal de este tipo de servicios se halla en el apartado 2 del artículo 1 de la Directiva 98/34/CE, en su redacción modificada por la Directiva 98/48/CE. Se considera servicio de la sociedad de la información “todo servicio prestado normalmente a cambio de una remuneración, a distancia, por vía electrónica y a petición individual de un destinatario de servicios.”
De acuerdo con la Directiva 98/48/CE, los elementos de esta definición deben entenderse en el sentido siguiente:
- a distancia: un servicio prestado sin que las partes estén presentes simultáneamente.
- por vía electrónica: un servicio enviado desde la fuente y recibido por el destinatario mediante equipos electrónicos de tratamiento (incluida la compresión digital) y de almacenamiento de datos y que se transmite, canaliza y recibe enteramente por hilos, radio, medios ópticos o cualquier otro medio electromagnético.
- a petición individual de un destinatario de servicios: un servicio prestado mediante transmisión de datos a petición individual.

La nota de que el servicio se preste normalmente a cambio de una remuneración no significa que necesariamente deba existir un pago por parte del receptor del servicio. Lo que se pretende indicar con este requisito es que el servicio debe constituir una actividad de naturaleza económica para el prestador. Por tanto, son también servicios de la sociedad de la información los que se prestan gratuitamente y obtienen sus ingresos por otras vías, especialmente a través de la publicidad.

### Servicios de intermediación
Un tipo específico de servicios de la sociedad de la información contempla en la Directiva sobre el Comercio Electrónico son los de carácter intermediario o servicios de intermediación. La Directiva no proporciona una definición general de estos servicios, pero bajo esta denominación considera los servicios siguientes:
- Mera transmisión (en inglés: Mere conduit). Se trata del servicio consistente en transmitir información a través de una red de comunicaciones o en facilitar el acceso a la misma.[6]
- Memoria tampón (en inglés: Caching). Es un servicio particular, prestado en el marco de un servicio de transmisión. Se trata del servicio de proxy caching que ofrecen algunos operadores de redes de telecomunicaciones.[7]
- Alojamiento (en inglés: Hosting). Es el servicio consistente en alojar información proporcionada por terceros.[8]

La Directiva 2000/31 establece que los prestadores de estos servicios no podrán ser declarados responsables por los contenidos transmitidos, almacenados en copia temporal o alojados, si cumplen con los requisitos establecidos en las reglas de exclusión de responsabilidad contenidas en los artículos 12 a 14 de dicha Directiva.
Las legislaciones nacionales de los Estados miembros no pueden imponer a quienes prestan estos servicios obligaciones generales de supervisión de los datos que alojan o transmiten, ni tampoco una obligación general de realizar búsquedas activas de hechos o circunstancias que puedan indicar la presencia de información ilícita.